# Kermené
 (juillet 2016).
 (juillet 2016).
Kermené, filiale des centres distributeurs E.Leclerc depuis 1978, est un acteur majeur de l'agroalimentaire spécialisé dans la transformation de la viande et de salaison. La societé est basée au Mené (Côtes-d'Armor, Bretagne). 

## Historique
- 1958 : création des abattoirs Gilles à Saint-Jacut-du-Mené.
- 1978 : le GALEC (Groupement d'Achats des Centres E.LECLERC) rachète les abattoirs Gilles, implantés à Collinée pour créer la société Kermené.
- 1988 : création de K2, site destiné à la salaison, à Collinée.
- 1995 : création d'un vaste complexe baptisé K3 destiné au désossage et à l'abattage à Saint-Jacut-du Mené.
- 2000 : ouverture de l'usine de Vildé-Guingalan, unité destinée à la production des aides culinaires (lardons et allumettes).
- 2003 : création d'une plate-forme logistique à Saint-Onen-la-Chapelle (35).
- 2005 : implantation d'une usine spécialisée dans les produits élaborés à Saint-Léry (56). L'atelier est spécialisé dans la fabrication de steaks hachés.
- 2009 : ouverture à Trélivan d'une usine destinée à la production de charcuterie et de plats préparés.
- 2015 : l'entreprise envisage d'agrandir deux de ses usines (Saint-Léry et Vildé-Guingalan)
- 2018 : Extension de l'usine de Vildé-Guingalan
- 2021 : Extension du site de Saint-Léry
- 2023: Extension du site de Trélivan

## Activité
Acteur majeur[réf. nécessaire] de l’industrie agroalimentaire française, le groupe Kermené, dispose aujourd’hui de 7 sites industriels de production et de logistique en Bretagne, compte plus de 4000 salariés et fabrique 1600 références produits.[réf. nécessaire]
Le groupe Kermené fournit l’ensemble des magasins E.Leclerc en produits de boucherie et de charcuterie, destinés à la fois à la vente traditionnelle à la coupe et aux rayons libre-service. 
Ce sont 23 millions de colis qui transitent chaque année par la plateforme logistique de Saint-Onen-la-Chapelle et qui sont expédiés dans tous les centres E.Leclerc de France.[réf. nécessaire]

## Sites et usines
Plusieurs sites de production et de logistique sont implantés en Bretagne :
- Saint-Jacut-du-Mené : abattage, découpe, désossage ;
- Collinée : charcuterie, jambon ;
- Vildé-Guingalan : salaison, lardons, brochettes
- Saint-Onen-la-Chapelle : plate-forme logistique ;
- Saint-Léry : brochettes et steaks hachés surgelés ;
- Trélivan : 2009, une unité de 9 200 m2 destinée à la production de charcuterie cuite, de plats cuisinés et de salades.